# Les Secrets de Sulphur Springs
Les Secrets de Sulphur Springs (Secrets of Sulphur Springs) est une série télévisée américaine créée par Tracey Thomson et diffusée entre le 15 janvier 2021 et le 5 mai 2023 sur Disney Channel.
En France, la série est diffusée depuis le 23 avril 2021 sur Disney Channel France.

## Synopsis
La série se déroule dans la ville imaginaire de Sulphur Springs, en Louisiane, où Griffin Campbell (Preston Oliver), 12 ans, a perdu tous ses repères quand son père, Ben (Josh Braaten), a décidé de quitter Chicago pour s’installer avec sa petite famille dans un hôtel abandonné, Le Tremont. Ben, son épouse, Sarah (Kelly Frye), Griffin et les jumeaux, Wyatt (Landon Gordon) et Zoey (Madeleine McGraw), comptent restaurer le bâtiment afin d’en faire, comme à l’époque de sa splendeur, un lieu de vacances prisé. Mais, au collège, Griffin entend dire que Le Tremont est hanté par le fantôme de Savannah (Elle Graham), une jeune fille disparue des dizaines d’années auparavant. Avec son amie Harper (Kyliegh Curran), une camarade intrépide, ils découvrent une porte secrète qui permet de voyager dans le temps et les aidera à élucider les circonstances de cette mystérieuse disparition, d’autant plus que celle-ci préoccupe d’une manière ou d’une autre tout leur entourage…

## Distribution

### Acteurs principaux
| Voix originale   | Personnages                  | Voix française       | Saisons    | Saisons    | Saisons    |
| Voix originale   | Personnages                  | Voix française       | Saison 1   | Saison 2   | Saison 3   |
| ---------------- | ---------------------------- | -------------------- | ---------- | ---------- | ---------- |
| Preston Oliver   | Griffin Campbell             | Aloïs Agaësse-Mahieu | Principale | Principale | Principale |
| Kyliegh Curran   | Harper Dunn                  | Clara Quilichini     | Principal  | Principal  | Principal  |
| Elle Graham      | Savannah Dillon              | Prune Bozo           | Principale | Principale | Principale |
| Madeleine McGraw | Zoey Campbell                | Juliette Davis       | Principal  | Principal  | Principal  |
| Landon Gordon    | Wyatt Campbell               | Timothée Bardeau     | Principale | Principale | Principale |
| Kelly Frye       | Sarah Campbell               | Marie Chevalot       | Principale | Principale | Principale |
| Josh Braaten     | Bennett « Ben » Campbell Jr. | Laurent Maurel       | Principale | Principale | Principale |
| Diandra Lyle     | Jessica « Jess » Dunn        | Géraldine Asselin    | Récurrente | Principale | Principale |

### Acteurs récurrents
- Jake Melrose (VF : Tom Trouffier) : Ben (jeune) (saison 1)
- Sherri Marina (VF : Virginie Emane) : Mme Douglas
- Jordan Bates (VF : Mélissa Berard) : Chris (jeune)
- Jillian Batherson (VF : Isabelle Auvray) : Caroline
- Gralen Bryant Banks (VF : Rody Benghezala) : l'officier Miller
- Adam Henslee (VF : Martin Faliu) : Keith
- Garrett Kruithof (VF : Vincent Ropion) : le juge Walker (saisons 2 et 3)
- Nina Leon (VF : Laëtitia Godès) : Banker
- Robert Ray Manning Jr. (VF : Rody Benghezala) : Elijah Tremont
- Werner Richmond (VF : Günther Germain) : Greg
- Billy Slaughter (en) (VF : Philippe Beautier) : l'officier Stevens
- Daniel Williamson (VF : Julien Debuys) : Shérif
- Izabela Rose : Jessica (jeune) (saison 1)
- Bryant Tardy (saison 1) / Johari Washington (saisons 2 et 3) : Topher Dunn
- Jim Gleason : Bennett Campbell Sr.
- Trina LaFargue : Becky
- Sherri Marina : Mrs. Douglas (saison 1)
- Jillian Batherson : Caroline
- Ethan Hutchison : Sam Tremont (saison 2)
  - Eugene Byrd : Sam (adulte)
- Robert Manning Jr. : Elijah Tremont (saison 2)
- Jaidyn Triplett : Ruby (saison 3)
  - Joyce Guy : Ruby (adulte)
- Ashley B. Jones : Daisy (adulte) (saison 3)

Version française
- Adaptation : Caroline Vandjour

 Source et légende : version française (VF) sur RS Doublage

## Production

### Développement
Initialement intitulé Sulphur Springs, le projet a été développé en tant que pilote pour Disney Channel; il a ensuite été présenté à Disney+ où il a reçu une commande de série conditionnée par le casting. La série est entrée en préproduction mais le processus de casting a échoué et Disney+ a transmis la série.
En mai 2019, le développement de la série était passé du service de streaming à Disney Channel, et le casting s'est poursuivi pour la série, maintenant produite en tant que pilote ; deux rôles avaient été remplis à ce stade. Développé à l'origine comme une série d'une heure, le programme a ensuite été raccourci à un format d'une demi-heure.  En octobre 2019, la série a été officiellement commandée par le réseau pour une saison de 11 épisodes. 
La production devait commencer à la Nouvelle-Orléans en 2020. Le tournage a commencé en Louisiane vers la fin de 2019 et s'est arrêté le 23 février 2020 en raison de la pandémie de COVID-19 en Louisiane.  Le tournage de la saison s'est terminé entre le 5 octobre 2020 et le 6 novembre 2020. Le 23 avril 2021, la série a été renouvelée pour une deuxième saison dont la première a eu lieu le 14 janvier 2022. Le 7 février 2022, la série a été renouvelée pour une troisième saison dont la première a eu lieu le 24 mars 2023,,. 
Le 30 janvier 2024, il a été annoncé que la série avait été annulée après trois saisons. 

## Épisodes
| Saison | Saison | Épisodes | États-Unis      | États-Unis      |
| Saison | Saison | Épisodes | Début           | Fin             |
| ------ | ------ | -------- | --------------- | --------------- |
|        | 1      | 11       | 15 janvier 2021 | 12 mars 2021    |
|        | 2      | 8        | 14 janvier 2022 | 25 février 2022 |
|        | 3      | 8        | 24 mars 2023    | 5 mai 2023      |

### Saison 1 (2021)
| No | #  | Titre français                          | Titre original                   | Diffusion originale | Code prod. |
| -- | -- | --------------------------------------- | -------------------------------- | ------------------- | ---------- |
| 1  | 1  | Il était une fois                       | Once Upon a Time                 | 15 janvier 2021     | 101        |
| 2  | 2  | Quelque part dans le temps              | Somewhere in Time                | 15 janvier 2021     | 102        |
| 3  | 3  | Sortis du temps                         | Straight Outta Time              | 15 janvier 2021     | 103        |
| 4  | 4  | Le temps de faire face                  | Time to Face the Music           | 22 janvier 2021     | 104        |
| 5  | 5  | Persil, sauge, romarin et temps         | Parsley, Sage, Rosemary and Time | 29 janvier 2021     | 105        |
| 6  | 6  | Hors du temps                           | Time Warped                      | 5 février 2021      | 106        |
| 7  | 7  | Autrefois                               | Long Time Gone                   | 12 février 2021     | 107        |
| 8  | 8  | Si je pouvais changer le cours du temps | If I Could Turn Back Time        | 19 février 2021     | 108        |
| 9  | 9  | Alors que le temps passe                | As Time Goes By                  | 26 février 2021     | 109        |
| 10 | 10 | Rien ne vaut le présent                 | No Time Like The Present         | 5 mars 2021         | 110        |
| 11 | 11 | Encore et toujours                      | Time After Time                  | 12 mars 2021        | 111        |

### Saison 2 (2022)
| No | # | Titre français                       | Titre original          | Diffusion originale | Code prod. |
| -- | - | ------------------------------------ | ----------------------- | ------------------- | ---------- |
| 12 | 1 | Seul le temps nous le dira           | Only Time Will Tell     | 14 janvier 2022     | 201        |
| 13 | 2 | Pas de temps à perdre                | No Time to Waste        | 14 janvier 2022     | 202        |
| 14 | 3 | Temps mort                           | Time Out                | 21 janvier 2022     | 203        |
| 15 | 4 | Au mauvais endroit au mauvais moment | Wrong Place, Wrong Time | 28 janvier 2022     | 204        |
| 16 | 5 | Il était temps                       | It's About Time         | 4 février 2022      | 205        |
| 17 | 6 | L'heure de vérité                    | Crunch Time             | 11 février 2022     | 206        |
| 18 | 7 | L'heure du départ                    | Check-out Time          | 18 février 2022     | 207        |
| 19 | 8 | Le temps n'est pas de notre côté     | Time Is Not On Our Side | 25 février 2022     | 208        |

### Saison 3 (2023)
| No | # | Titre français            | Titre original        | Diffusion originale | Code prod. |
| -- | - | ------------------------- | --------------------- | ------------------- | ---------- |
| 20 | 1 | Titre en français inconnu | Time Won't Let Me     | 24 mars 2023        | 301        |
| 21 | 2 | Titre en français inconnu | Time in a Crystal     | 24 mars 2023        | 302        |
| 22 | 3 | Titre en français inconnu | Closing Time          | 31 mars 2023        | 303        |
| 23 | 4 | Titre en français inconnu | Bad Judge of Time     | 7 avril 2023        | 304        |
| 24 | 5 | Titre en français inconnu | Time Waits for No One | 14 avril 2023       | 305        |
| 25 | 6 | Titre en français inconnu | Time Reveals All      | 21 avril 2023       | 306        |
| 26 | 7 | Titre en français inconnu | Scream Time           | 28 avril 2023       | 307        |
| 27 | 8 | Titre en français inconnu | Nick of Time          | 5 mai 2023          | 308        |

## Audiences
| Saison | Épisodes | Lancement         | Lancement       | Fin de saison     | Fin de saison   |
| Saison | Épisodes | Date de diffusion | Téléspectateurs | Date de diffusion | Téléspectateurs |
| ------ | -------- | ----------------- | --------------- | ----------------- | --------------- |
| 1      | 11       | 15 janvier 2021   | 519 000         | 12 mars 2021      | 581 000         |
| 2      | 8        | 14 janvier 2022   | 640 000         | 25 février 2022   | 190 000         |
| 3      | 8        | 24 mars 2023      | 190 000         | 5 mai 2023        | 180 000         |